# Good Morning Gorgeous
Good Morning Gorgeous es el decimocuarto álbum de estudio de la cantante estadounidense Mary J. Blige, publicado el 11 de febrero de 2022 a través de 300 Entertainment y su discográfica Mary Jane Productions. El álbum incluye colaboraciones con los artistas Anderson Paak, Dave East, DJ Khaled, Fivio Foreign y Usher. El álbum fue precedido por el lanzamiento de tres sencillos: la canción del mismo nombre, «Amazing» y «Rent Money».

## Promoción
Blige reveló la lista de canciones el 21 de enero de 2022, junto con el lanzamiento de «Rent Money». Dos días después del lanzamiento del álbum, Blige actuó durante el espectáculo de medio tiempo del Super Bowl LVI junto con Dr. Dre, Snoop Dogg, Eminem and Kendrick Lamar.

## Recepción de la crítica
En Metacritic, Good Morning Gorgeous obtuvo un puntaje promedio de 75 sobre 100, basado en 7 críticas, lo cual indica “críticas generalmente favorable”.

## Lista de canciones
| N.º | Título                             | Escritor(es)                                                                                       | Duración |  |
| 1.  | «No Idea»                          | Mary J. Blige Anderson Paak Uforo “Bongo” Ebong Eric Hudson Adriana Flores Bryan Ponce             | 2:16     |  |
| 2.  | «Love Will Never»                  | Blige Jocelyn “Jazzy” Donald Ebong Hudson Phil Lewis                                               | 3:29     |  |
| 3.  | «Here with Me» (con Anderson Paak) | Blige Paak Ant Clemons Ebong                                                                       | 2:19     |  |
| 4.  | «Rent Money» (con Dave East)       | Blige Shawn Butler D'Mile East Sean Combs R. Kelly Christopher Wallace Daron Jones                 | 3:49     |  |
| 5.  | «Amazing» (con DJ Khaled)          | Blige Denisia Andrews Brittany Coney Khaled Street Runner Tank Azzouz Willie Cobbs Ellas McDaniels | 2:39     |  |
| 6.  | «GMG» (interlude)                  | | 1:11     |  |
| 7.  | «Good Morning Gorgeous»            | Blige D'Mile H.E.R. David D. Brown Tiara Thomas                                                    | 2:54     |  |
| 8.  | «Come See About Me»                | Blige Donald Clemons Marcelloe Valenzano Andre Christopher Lyon Leon Michels                       | 3:28     |  |
| 9.  | «On Top» (con Fivio Foreign)       | Blige Donald Valenzano Lyon Shawn Hibbler Jamie Hurton Thomas Bell Alexander Hart                  | 2:47     |  |
| 10. | «Love Without the Heartbreak»      | Blige Paak Rogėt Chahayed Alissia Benveniste                                                       | 3:48     |  |
| 11. | «Failing in Love»                  | Blige Donald London on da Track Slim Wav Archer                                                    | 3:18     |  |
| 12. | «Enough»                           | Blige Bianca “Blush” Atterberry Valenzano Lyon Peter Skellern                                      | 3:05     |  |
| 13. | «Need Love» (con Usher)            | Blige Charles A. Hinshaw Anthony Jermaine White Kim Owens                                          | 3:04     |  |

## Posicionamiento
| Gráficas (2022)                                   | Pico de posición |
| ------------------------------------------------- | ---------------- |
| Suiza (Schweizer Hitparade)                       | 56               |
| Reino Unido (UK Digital Albums)                   | 24               |
| Reino Unido (UK Independent Albums)               | 24               |
| Reino Unido (UK R&B Albums)                       | 8                |
| Estados Unidos (Billboard 200)                    | 14               |
| Estados Unidos (Billboard Top R&B/Hip-Hop Albums) | 9                |